# Liste der Monuments historiques in Quistinic
Die Liste der Monuments historiques in Quistinic führt die Monuments historiques in der französischen Gemeinde Quistinic auf.

## Liste der Bauwerke
| Bezeichnung        | Beschreibung | Standort                    | Kennzeichnung | Schutzstatus | Datum | Bild |
| ------------------ | ------------ | --------------------------- | ------------- | ------------ | ----- | ---- |
| Kapelle            |              | Locmaria (Lage)             | PA00091625    | Inscrit      | 1925  |      |
| Kapelle Notre-Dame |              | Le Cloître (Lage)           | PA00091626    | Inscrit      | 1973  |      |
| Schloss            |              | Villeneuve-Jacquelot (Lage) | PA00091627    | Classé       | 1970  |      |
| Kirche St-Pierre   |              | Le Bourg (Lage)             | PA00091628    | Inscrit      | 1928  |      |

## Liste der Objekte
- Monuments historiques (Objekte) in Quistinic in der Base Palissy des französischen Kultusministeriums